# Marisol Turres
Marisol Turres Figueroa (Santiago, 13 de julio de 1964) es una abogada y política chilena, militante de la Unión Demócrata Independiente (UDI). Entre 2006 y 2018 se desempeñó como diputada por el distrito Nº 57 correspondiente a las comunas de Calbuco, Cochamó, Maullín y Puerto Montt.

## Biografía
Nació el 13 de julio de 1964. Hija de Jorge Armando Turres Mery y Lucy Eliana Figueroa López.
Realizó sus estudios primarios en el colegio de las Religiosas Carmelitas en San Felipe, y los secundarios en el Colegio San Felipe Benicio en Coyhaique y en el Liceo N.° 7 de Providencia. Posteriormente ingresó a la Facultad de Derecho de la Universidad de Chile, titulándose como abogada. Se dedicó al ejercicio libre de la profesión hasta su candidatura en 2001.
Estuvo casada con el exconcejal de Puerto Montt y abogado Marcos Velásquez Macías, con quien tiene cuatro hijos.

## Carrera política
Inició su carrera política como presidenta distrital de la Unión Demócrata Independiente (UDI) en el Distrito n.º 57 que corresponde a las comunas de Calbuco, Cochamó, Maullín y Puerto Montt. En el 2001 fue candidata a diputada por la UDI en dicho distrito, perdiendo ante Carlos Kuschel Silva (RN) y Eduardo Lagos Herrera (PRSD).
Para las siguientes elecciones parlamentarias que se celebraron en diciembre de 2005 fue nuevamente candidata por su partido siendo electa para el período 2006 al 2010, asumiendo el 11 de marzo de 2006. Integró las comisiones permanentes de Constitución, Legislación y Justicia; de Gobierno Interior; y de Seguridad Ciudadana y Drogas. Junto con las comisiones especiales que Establece Beneficios para los Discapacitados; y de Seguridad Ciudadana y Drogas. Además de las comisiones investigadoras sobre Central Pangue; sobre Irregularidades en Ferrocarriles del Estado; y sobre el Servicio Nacional de Menores (SENAME), que presidió.
En 2009 fue reelegida por el mismo distrito, en el periodo legislativo 2010 a 2014. Integró las comisiones permanentes de Constitución, Legislación y Justicia; y de Salud; y formó parte del comité parlamentario de la UDI.
En las elecciones parlamentarias de noviembre de 2013, fue reelegida nuevamente como diputada por el Distrito n.º 57, por el periodo 2014-2018. El 19 de agosto de 2014 se integró a la Comisión Permanente de Defensa Nacional. Entre el 18 de marzo y el 12 de agosto de 2014 integró la Comisión Permanente de Salud. También es integrante de las comisiones permanentes de Familia y Adulto Mayor.

## Historial electoral

### Elecciones parlamentarias de 2001
- Elecciones parlamentarias de 2001 a Diputados por el distrito 57 (Calbuco, Cochamó, Maullín y Puerto Montt)[2]

### Elecciones parlamentarias de 2005
- Elecciones parlamentarias de 2005 a Diputados por el distrito 57 (Maullín, Puerto Montt, Calbuco, Cochamó)[3]

### Elecciones parlamentarias de 2009
- Elecciones parlamentarias de 2009 a Diputados por el distrito 57 (Maullín, Puerto Montt, Calbuco, Cochamó)[4]

### Elecciones parlamentarias de 2013
- Elecciones parlamentarias de 2013 a Diputados por el distrito 57 (Maullín, Puerto Montt, Calbuco, Cochamó)[5]

### Elecciones parlamentarias de 2017
- Elecciones parlamentarias de 2017 a Diputado por el distrito 26 (Calbuco, Cochamó, Maullín, Puerto Montt, Ancud, Castro, Chaitén, Chonchi, Curaco de Vélez, Dalcahue, Futaleufú, Hualaihué, Palena, Puqueldón, Queilén, Quellón, Quemchi, Quinchao)[6]

(Sólo se muestran los candidatos que obtuvieron un mínimo de 2 % de votación)